# Hydnora arabica
Hydnora arabica — вид паразитичних квіткових рослин родини гіднорові (Hydnoraceae). Описаний у 2018 році.

## Поширення
Вид поширений на півдні Аравійського півострова. Виявлений в Омані та Ємені. Раніше представники виду були ідентифіковані як Hydnora africana. Паразитує на кореневищі бобових рослин, переважно дерев Acacia tortilis і Pithocellobium dulce.

## Опис
Має кулеподібне кореневище, червоний або помаранчевий колір внутрішньої трубки оцвітини та краї чашолистка, повністю вкриті щільними стригозними щетинками.